# Lochau (Truppach)
Die Lochau ist ein rechter Zufluss der Truppach in der Fränkischen Schweiz in Oberfranken.

## Geographie

### Verlauf
Die Lochau entspringt östlich von Lochau. Sie durchfließt den Ort in westliche Richtung, nimmt den Buchgraben auf und knickt nach Südwesten ab. Vor Alladorf wird die Lochau durch den deutlich größeren Abfluss des Weihersbrunnens verstärkt. Sie verläuft weiter durch die Orte Trumsdorf, Schönfeld und Wohnsdorf. Im Plankenfelser Gemeindeteil Hammer mündet die Lochau in die Truppach.

### Zuflüsse
- Buchgraben (rechts)
- (Abfluss des Weihersbrunnens) (rechts)
- (Abfluss des Jägersbrunnens) (links)
- Erbach (rechts)

### Flusssystem Wiesent
- Fließgewässer im Flusssystem Wiesent

## Einzelnachweise

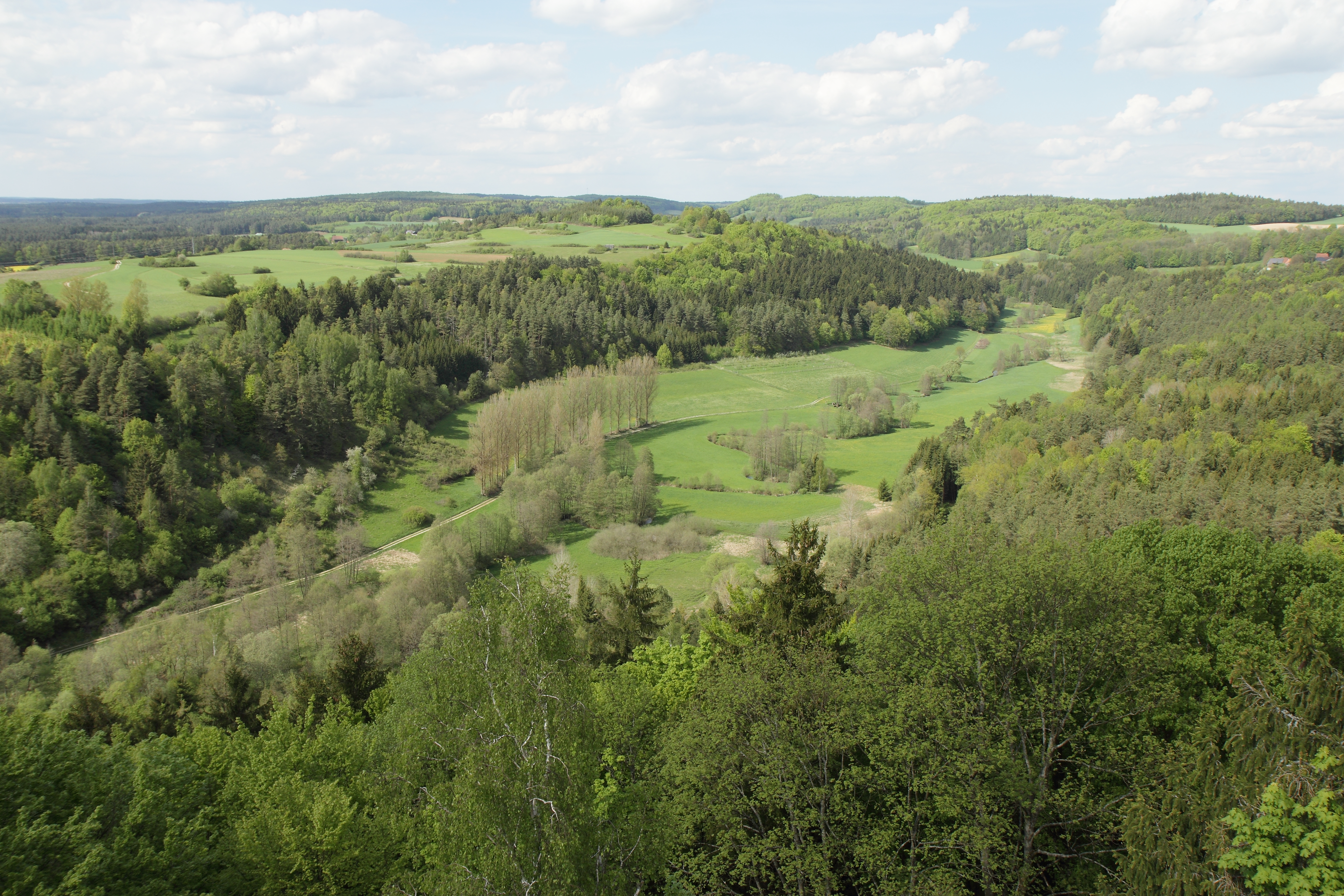
Blick in das Tal der Lochau vom Burgstall Plankenstein aus